# 仮面天使ロゼッタ 漆黒のフレイア
『仮面天使ロゼッタ 漆黒のフレイア』（かめんてんしロゼッタ しっこくのフレイア）は、日本の特撮オリジナルビデオ。1998年にテレビ東京で放送された特撮テレビ番組『仮面天使ロゼッタ』（以下「ロゼッタ』」）の外伝作品。1999年11月21日にビデオとレーザーディスクで発売。2000年12月21日に『ロゼッタ』の完全版DVD-BOXが発売された際には、テレビシリーズ全3巻に続く第4巻として同梱された。テレビシリーズの主人公・仮面天使ロゼッタと、彼女と対極的な存在である新キャラクター、漆黒の仮面天使フレイアの活躍を描く。

## 概要
テレビシリーズ『仮面天使ロゼッタ』のビデオ化を機に新たに製作された新作品。『ロゼッタ』の外伝もしくはスピンオフとして位置づけられる作品だが、『ロゼッタ』の視聴経験のないまま本作品を視聴する人が多いと予想されたことから、脚本の上ではビデオ作品独自の奇をてらわず、普遍的な作りとなっている。『ロゼッタ』の持つ様々な要素すべてを極力自然に取り入れることが心がけられており、『ロゼッタ』のどの位置に収めても良い作品として作られている。そうしたことから、『ロゼッタ』のプロモーションの意味合いを持つ作品でもある。原案を担当した畑澤和也によれば、物語の上では『ロゼッタ』の第4話から第11話の間に位置するとされている。
ビデオ作品独自の特徴としては、主人公の通う学校が描写の中心となっていることが挙げられる。『ロゼッタ』撮影時は、主人公が学生という設定にもかかわらず、諸般の事情で実際の学校を撮影に利用できず、学校風景が描かれることが少なかったが、今回の制作には学校を利用できることが第一条件だったという。反面、戦闘シーンに至るまでの平穏な学校生活の描写が長いため、比較的スピーディな展開の『ロゼッタ』に対してもどかしさを感じるといった意見もある。
ゲストキャラクターである仮面天使フレイアの素性は作中ではほとんど語られないが、裏設定によればロゼッタや神仮面ファラオン同様、神の末裔である影の仮面天使とされており、本作には登場しないものの設定上はファラオンに相当する「神仮面オーディーン」も存在する。漆黒の仮面天使というキャラクターは、本来は『ロゼッタ』最終回のために用意されたキャラクターの案の一つであり、また『ロゼッタ』企画時、主人公のロゼッタのコスチュームが決定稿のような白基調ではなく黒だったことにも由来している。
東宝側のスタッフ中では、『ロゼッタ』の中でも第12話が好きという意見が多かったことから、その回を担当した清水厚が本作品の監督に起用された。結果的に清水独特のシュールな映像演出が印象的な作品となったが、この作風には賛否両論の意見があったという。脚本を担当した野添梨麻は完成後の本作品を見て「完全に清水監督のものだ」と語っている。
また、以前よりプロレス団体のレッスル夢ファクトリーにもキャラクターとして「仮面天使ロゼッタ」が登場していたが、「仮面天使フレイア」もまた同団体のキャラクターとして登場。本作品同様、時にロゼッタを攻撃し、時にはロゼッタを救うといった謎めいた活躍を見せた。

### キャスティング
仮面天使フレイアこと真宮鏡子役に起用された吉川茉絵は、本作品が実質上のデビュー作となった。当初、体格が華奢でおとなしい印象のある吉川のキャスティングについては、主人公に対抗するキャラクターとして不安視する声もあったものの、結果的には主人公・神あすか役の吉井怜の製作当時の健康的なイメージとは対照的な、ミステリアスなキャラクターとして確立することとなり、吉川の起用を機に脚本も修正されることとなった。また、吉川とともにユニット・ACE FILE ’99のメンバーである大山華林も生徒役で出演している。
神仮面ファラオンこと神健一郎役の潮哲也と『快傑ライオン丸』『風雲ライオン丸』で共演した、福島資剛が友情出演。すでに俳優業から引退していたために1シーンのみの出演ではあったが、神健一郎の上司の設定で登場し、潮とは実に26年ぶりの共演となった。

### 音楽
東宝の子会社である東宝ミュージックのタイアップにより、本作品とともに主題歌も制作された。『ロゼッタ』での主題歌は作品と直接の関連性のないポップスであり、本作品ならではの歌がほしいとの意向により、「ロゼッタ」「デュアトス」といった専門用語を歌詞に含む歌として製作されている。主演の吉井怜も前向きな姿勢を見せたこともあり、吉井と吉川がオープニングテーマを担当、エンディングテーマを吉井がソロで担当している。吉井はこれ以前にユニットで歌手活動を行ったことはあるものの、本作品がソロデビューとなった。CD発売時には、特撮作品の主題歌としては異例となるタワーレコードでの発売イベントも開催された。

## あらすじ
神健一郎はある夜、ロゼッタそっくりの謎の仮面天使が男女を惨殺する光景を目撃する。あくる日、健一郎の勤務先には新部長の野嶋珠紀が赴任し、娘の神あすかの学校には謎めいた美少女・真宮鏡子が転校して来る。これを皮切りに学園内では、生徒たちが次々に失踪し、教師たちや用務員が何者かに襲撃されるなど、不可解な事件が続出する。そしてあすかの憧れていた美術教師の沢村祐一までもが、何者かに襲撃される。その相手は黒い仮面天使フレイアだった。

## キャスト
- 神あすか / 仮面天使ロゼッタ：吉井怜
- 神健一郎 / 神仮面ファラオン：潮哲也
- 神敦子：樋口しげり
- 真宮鏡子 / 仮面天使フレイア：吉川茉絵
- 担任教師：今川杉作
- 用務員：ひさうちみちお
- 沢村祐一：岡本光太郎
- 野嶋珠紀：夏目玲
- 中田商事社長：福島資剛（友情出演）

### スーツアクター
- 仮面天使ロゼッタ：永嶋美佐子[10][11]
- 神仮面ファラオン：永井正浩[10][11]
- 犬狼魔人シグドルバー：永井正浩[11]
- 仮面天使フレイア：高橋ユミ[10][11]
- 深海魚魔人デリマッシュ：鈴木武利[7][11]

## スタッフ
- 制作、企画：藤原正道、円谷燦
- 総合プロデューサー：斉春雄
- プロデューサー：村田祐一、今井朝幸
- 原案：畑澤和也
- 脚本：野添梨麻
- 監督：清水厚
- キャラクターデザイン：岡本英郎
- 音楽：中川孝
- 制作：円谷映像
- 製作：東宝

## 主題歌
「仮面天使ロゼッタ」
作詞 - マスク・ド・エンジェルス / 作曲、編曲 - 中川孝 / 歌 - 吉井怜、吉川茉絵
「Cool-Girl」
作詞 - 森浩美 / 作曲 - 工藤崇 / 編曲 - 矢田部正 / 歌 - 吉井怜